# Marja-Liisa Kirvesniemiová
Marja-Liisa Kirvesniemiová, rozená Hämäläinenová (* 10. září 1955 Simpele) je bývalá finská reprezentantka v běhu na lyžích, která startovala na šesti zimních olympijských hrách.
V roce 1971 získala zlatou medaili na mistrovství světa juniorů v klasickém lyžování v Německu. Prvního velkého úspěchu v seniorské kategorii dosáhla na mistrovství světa v klasickém lyžování 1978 v Lahti, kde byla členkou vítězné domácí štafety. V letech 1983 a 1984 vyhrála celkovou klasifikaci Světového poháru. Vrcholem její kariéry byla olympiáda 1984 v Sarajevu, kde vyhrála všechny tři individuální závody a s finskou štafetou obsadila třetí místo. Na mistrovství světa v klasickém lyžování 1989 opět v Lahti vyhrála štafetu i závod na 10 kilometrů klasickým stylem. Ještě ve 38 letech startovala na olympiádě v Lillehammeru, kde jako první žena nesla finskou vlajku při zahajovacím ceremoniálu a získala bronzové medaile na 5 km a 30 km klasicky.
V letech 1984, 1985 a 1991 byla vyhlášena nejlepší sportovkyní Finska, v roce 1989 obdržela Holmenkollenskou medaili.
Titul mistra světa v běhu na lyžích má také její manžel Harri Kirvesniemi. Její otec Kalevi Hämäläinen vyhrál závod na 50 km na Zimních olympijských hrách 1960.